# شرمان (إلينوي)
شرمان (بالإنجليزية: Sherman)‏ هي منطقة سكنية تقع في الولايات المتحدة في إلينوي. يقدر عدد سكانها بـ 2,871 نسمة .

## التركيبة السكانية
حدّد مكتب تعداد الولايات المتحدة بيانات التركيبة السكانية لشرمان في تعداد الولايات المتحدة. في ما يلي، التركيبة السكانية حسب تعدادي 2000 و2010.

### تعداد عام 2000
بلغ عدد سكان شرمان 2,871 نسمة بحسب تعداد عام 2000، وبلغ عدد الأسر 962 أسرة وعدد العائلات 772 عائلة مقيمة في القرية. في حين سجلت الكثافة السكانية 348.8 نسمة لكل كيلومتر مربع (903.4/ميل2). وبلغ عدد الوحدات السكنية 989 وحدة بمتوسط كثافة قدره 120.2 لكل كيلومتر مربع (311.3/ميل2).
وتوزع التركيب العرقي للقرية بنسبة 97.74% من البيض و0.31% من الأمريكيين الأفارقة و0.42% من الأمريكيين الأصليين و1.01% من الأمريكيين ذوي الأصول الآسيوية و0.07% من سكان جزر المحيط الهادئ و0.03% من الأعراق الأخرى و0.42% من عرقين مختلطين أو أكثر و0.52% من الهسبانيون أو اللاتينيون من أي عرق.
بلغ عدد الأسر 962 أسرة كانت نسبة 43.9% منها لديها أطفال تحت سن الثامنة عشر تعيش معهم، وبلغت نسبة الأزواج القاطنين مع بعضهم البعض 70.6% من أصل المجموع الكلي للأسر، ونسبة 7% من الأسر كان لديها معيلات من الإناث دون وجود شريك،  بينما كانت نسبة 2.7% من الأسر لديها معيلون من الذكور دون وجود شريكة وكانت نسبة 19.8% من غير العائلات. تألفت نسبة 16.2% من أصل جميع الأسر من عدة أفراد يعيشون في نفس المنزل ونسبة 7.1% كانت تتألف من شخص يعيش بمفرده يبلغ من العمر 65 عاماً أو أكثر. وبلغ متوسط حجم الأسرة المعيشية 2.78، أما متوسط حجم العائلات فبلغ 3.13.
بلغ العمر الوسطي للسكان 39.3 عاماً. وكانت نسبة 26.6% من القاطنين تحت سن الثامنة عشر، وكانت نسبة 5.6% بين الثامنة عشر والرابعة والعشرين عاماً، ونسبة 27.5% كانت واقعةً في الفئة العمرية ما بين الخامسة والعشرين والرابعة والأربعين عاماً، ونسبة 25% كانت ما بين الخامسة والأربعين والرابعة والستين، ونسبة 8.5% كانت ضمن فئة الخامسة والستين عاماً فما فوق. يوجد لكل 100 أنثى 96.2 ذكر، ويوجد لكل 100 أنثى في الثامنة عشر من عمرها فما فوق 92.9 ذكر.
بلغ متوسط دخل الأسرة في القرية 71,393 دولارًا، أما متوسط دخل العائلة فبلغ 75,164 دولارًا. وكان متوسط دخل الذكور 48,207 دولارًا مقابل 32,734 دولارًا للإناث. وسجل دخل الفرد الخاص بالقرية 27,491 دولارًا. وكانت نسبة 0% من العائلات ونسبة 3% من السكان تحت خط الفقر، وكان من هؤلاء نسبة 1.8% تحت سن الثامنة عشر ونسبة 12.8% في الخامسة والستين من العمر وما فوق.

### تعداد عام 2010
بلغ عدد سكان شرمان 4,148 نسمة بحسب تعداد عام 2010، وبلغ عدد الأسر 1,487 أسرة وعدد العائلات 1,166 عائلة مقيمة في القرية. في حين سجلت الكثافة السكانية 504 نسمة لكل كيلومتر مربع (1,305.4/ميل2). وبلغ عدد الوحدات السكنية 1,541 وحدة بمتوسط كثافة قدره 187.2 لكل كيلومتر مربع (484.8/ميل2).
وتوزع التركيب العرقي للقرية بنسبة 97.13% من البيض و0.53% من الأمريكيين الأفارقة و0.14% من الأمريكيين الأصليين و0.99% من الأمريكيين ذوي الأصول الآسيوية و0.05% من الأعراق الأخرى و1.16% من عرقين مختلطين أو أكثر و0.80% من الهسبانيون أو اللاتينيون من أي عرق.
بلغ عدد الأسر 1,487 أسرة كانت نسبة 41.4% منها لديها أطفال تحت سن الثامنة عشر تعيش معهم، وبلغت نسبة الأزواج القاطنين مع بعضهم البعض 66.2% من أصل المجموع الكلي للأسر، ونسبة 9.1% من الأسر كان لديها معيلات من الإناث دون وجود شريك،  بينما كانت نسبة 3.1% من الأسر لديها معيلون من الذكور دون وجود شريكة وكانت نسبة 21.6% من غير العائلات. تألفت نسبة 17.8% من أصل جميع الأسر من عدة أفراد يعيشون في نفس المنزل ونسبة 8.2% كانت تتألف من شخص يعيش بمفرده يبلغ من العمر 65 عاماً أو أكثر. وبلغ متوسط حجم الأسرة المعيشية 2.66، أما متوسط حجم العائلات فبلغ 3.02.
بلغ العمر الوسطي للسكان 40.8 عاماً. وكانت نسبة 27% من القاطنين تحت سن الثامنة عشر، وكانت نسبة 4.3% بين الثامنة عشر والرابعة والعشرين عاماً، ونسبة 25.4% كانت واقعةً في الفئة العمرية ما بين الخامسة والعشرين والرابعة والأربعين عاماً، ونسبة 28% كانت ما بين الخامسة والأربعين والرابعة والستين، ونسبة 15.3% كانت ضمن فئة الخامسة والستين عاماً فما فوق. وتوزع التركيب الجنسي للسكان بنسبة 48% ذكور و52% إناث.